# Merremia verruculosa
Merremia verruculosa är en vindeväxtart som beskrevs av S. Y. Liu. Merremia verruculosa ingår i släktet Merremia och familjen vindeväxter. Inga underarter finns listade i Catalogue of Life.